# 西川宇吉郎
西川 宇吉郎（にしかわ うきちろう、1853年3月10日（嘉永6年2月1日） - 1903年（明治36年）1月31日）は、日本の政治家、衆議院議員（2期）。

## 経歴
尾張国海東郡福田新田(のち、愛知県福田村→東福田村→福田村→南陽村→海部郡南陽町→名古屋市港区)に生まれる。師範学校卒。地租改正取調係、小学校世話方、学区係、学区幹事、学区取締、小学校、師範学校各教員、高等小学校校長、郡書記、愛知県属、名古屋市会議員、破産管財人、学務委員、愛知県会議員、商業会議所会員となる。また、名古屋電気鉄道、尾西鉄道各(株)取締役、豊川鉄道、三重紡績各(株)監査役を務めた。
1898年3月の第5回衆議院議員総選挙において愛知6区から山下倶楽部公認で立候補して初当選する。同年8月の第6回衆議院議員総選挙では憲政党公認で立候補して再選を果たした。衆議院議員を2期務め、1902年の第7回衆議院議員総選挙は不出馬。翌1903年に死去した。